# 181483 Ampleforth
181483 Ampleforth este un asteroid din centura principală de asteroizi.

## Descriere
181483 Ampleforth este un asteroid din centura principală de asteroizi. A fost descoperit pe 15 octombrie 2006 la observatorul din Côtes de Meuse de Matt Dawson. Asteroidul prezintă o orbită caracterizată de o semiaxă mare de 2,68 ua, o excentricitate de 0,07 și o înclinație de 10,0° în raport cu ecliptica.